# Jüdischer Friedhof Malberg
Der Jüdische Friedhof Malberg ist ein Friedhof in der Ortsgemeinde Malberg im Eifelkreis Bitburg-Prüm in Rheinland-Pfalz. Er steht als Kulturdenkmal unter Denkmalschutz.

## Geographische Lage
Der jüdische Friedhof befindet sich etwas außerhalb, südöstlich von Malberg im Kylltal. Das Gelände liegt direkt am Waldrand auf der anderen, sonst unbewohnten Seite der Kyll. Der Ehrenfriedhof ist nur über einen Wirtschaftsweg erreichbar.

## Geschichte
Das Friedhofsgelände wurde vermutlich um 1900 angelegt. Belegt ist die letzte Beisetzung im Jahre 1937.
1938 kam es zu einer ersten Zerstörung des Geländes. Während des Zweiten Weltkriegs, 1942 und 1943 wurde der jüdische Friedhof völlig zerstört. Bis heute erhalten geblieben sind die Reste von sechs Grabsteinen, die nach dem Krieg willkürlich in einer Reihe aufgestellt wurden.
Die Ortsgemeinde Malberg errichtete 1958 zusammen mit der Stadt Kyllburg einen Gedenkstein für die jüdischen Opfer des Nationalsozialismus. Der Stein trägt die nachfolgende Inschrift: „Zum Andenken an die Verstorbenen und im KZ-Lager umgekommenen jüdischen Mitglieder der Gemeinde Kyllburg-Malberg. Den Toten zum Gedenken, den Lebenden zur Mahnung. Errichtet im Jahre 1958.“
Siehe auch: Liste der Kulturdenkmäler in Malberg (Eifel) – Denkmalzonen